# Жумалиев, Сардарбек
Сардарбек Жумалиев (Джумалиев) (род. 5 февраля 1941 года в с. Жар-Башы) — советский и киргизский композитор, дирижёр, заслуженный артист Киргизской ССР (1987), народный артист Киргизии (1999). Дирижёр Академического оркестра народных инструментов имени Карамолдо Орозова Киргизской национальной филармонии.

## Биография
Сардарбек Жумалиев родился 5 февраля 1941 года в селе Жар-Башы, Кантский район (ныне — Ысык-Атинский район), в семье колхозника. Ещё в детстве научился играть на комузе.
В 14 лет окончил музыкальную школу по классу комузы, затем учился в музыкальной школе имени Муратаалы Куренкеева. В 1958 году в возрасте 16 лет он участвовал во Второй Декаде киргизского искусства и литературы в Москве, а в следующем году работал музыкантом в оркестре народных инструментов Национальной филармонии имени Токтогула Сатылганова. После службы в армии в 1964—1967 годах он принимал активное участие в формировании первого киргизского эстрадного ансамбля.
В 1972—1975 годах учился в Киргизском государственном институте искусств, на двухгодичном подготовительном курсе теоретико-композиционного факультета, его преподавателями были Калый Молдобасанов, Мукаш Абдраев и Насыр Давлесов. В 1975—1977 годах работал музыкальным редактором в Республиканском Доме народного творчества. С 1977 года дирижирует Академическим оркестром народных инструментов им. Карамолдо Орозова. В 1984 году окончила заочно Киргизский государственный институт искусств.
Является автором свыше 100 оркестровых произведений и аранжировал для оркестра народных инструментов, написал больше 70 песен киргизских мелодистов и композиторов, в том числе «Таң сыры», «Сары-Челек», «Сен менин жазылбаган ырларымсың», «Жаңы жылды тосолу», «Ысык-Ата Арашан», «Махабат мекени», «Кетпейм сага жолукмайынча». Выступал во Франции, Монголии, Алжире, Сирии, Индии, Турции и Лаосе.
Автор гимнов Киргизского национального университета и нескольких государственных учреждений.
Награждён орденом «Манас» II (2021) и III (2016) степеней, медалью «Ветеран труда» (1990), памятной юбилейной медалью «Манас-1000» (1995), лауреат международной премии имени А. Малдыбаева (1990), почётный гражданин Бишкека.
Награждён 17 апреля 2014 года почётным знаком «За заслуги в развитии культуры и искусства» Межпарламентской ассамблеи СНГ за значительный вклад в формирование и развитие общего культурного пространства государств — участников Содружества Независимых Государств, в реализацию идей сотрудничества в сфере культуры и искусства, воспитание, подготовку творческих кадров.
Супруга Гуля Мамбетова — профессор Киргизского национального университета, кандидат исторических наук. Пара воспитывала двух дочерей и сына.